# Rua Gaspar Viana
A Rua Gaspar Viana é uma importante via do centro da cidade de Belém, capital do estado brasileiro do Pará. Sua denominação é uma homenagem ao médico patologista Gaspar Viana.
Na via encontramos a Igreja das Mercês e como marco histórico deste local, ali existiu o primitivo Convento dos Mercedários, importante palco da Cabanagem.
As denominações anteriores deste logradouro foram: Rua do Açougue (porque ali foi aberto o primeiro estabelecimento especializado em carnes) e Rua da Indústria.